# Het Rif (Engelsmanplaat)

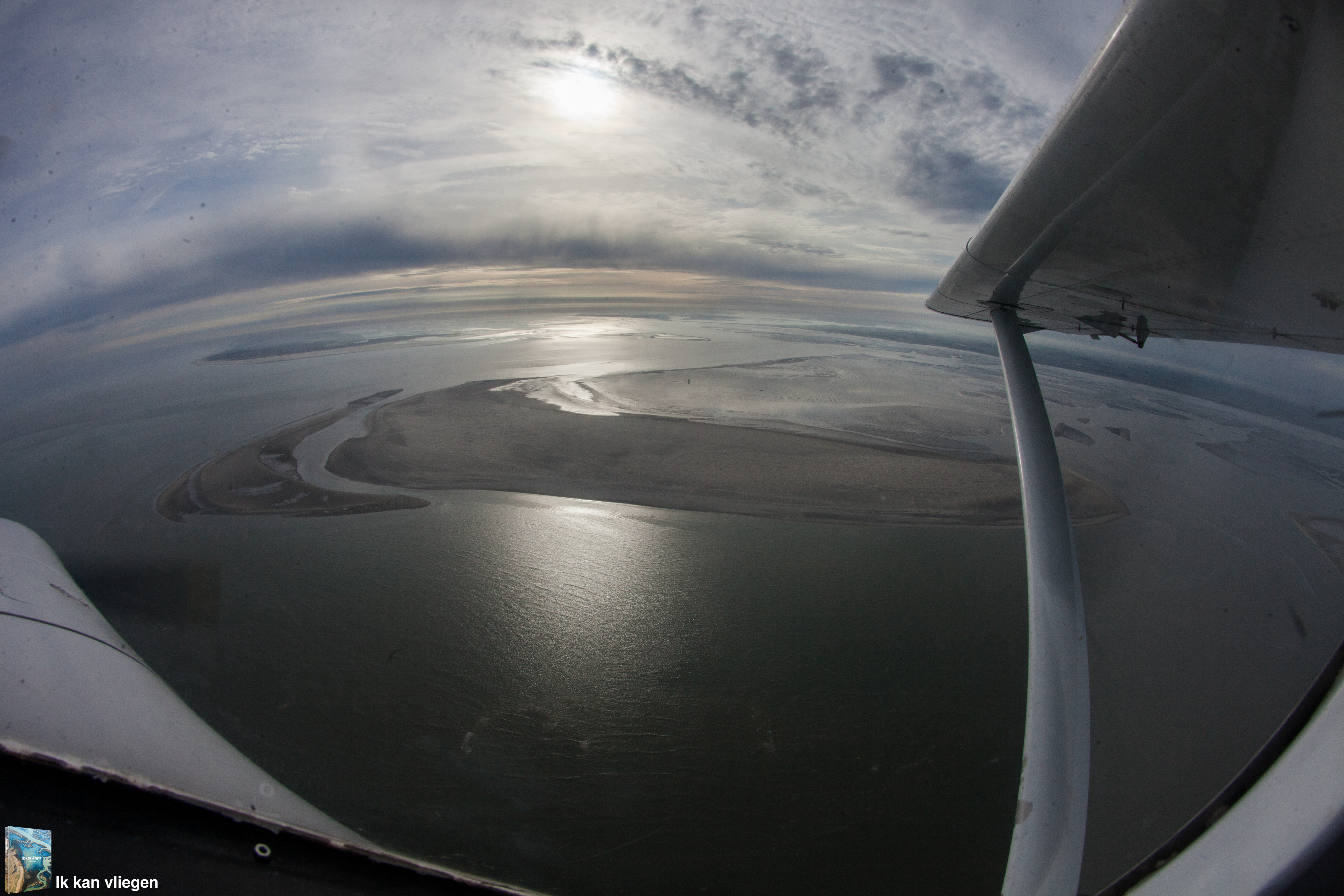
Luchtfoto van Het Rif

Het Rif is een onbewoonde zandplaat in de Waddenzee ten noorden van de Engelsmanplaat in de Nederlandse gemeente Noardeast-Fryslân. Het maakt deel uit van het systeem van de Engelsmanplaat en wordt ervan gescheiden door het Smeriggat, een geul die in 2012 aan het dichtslibben was, waardoor het Rif waarschijnlijk zou vastgroeien aan de Engelsmanplaat. Het Rif fungeert als golfbreker voor de golven vanaf de Noordzee en beschermt hiermee de Engelsmanplaat. Het ligt ten oosten van het Pinkegat.
Vanaf de jaren '70 is Het Rif steeds hoger en breder geworden en sinds 2013 zijn er steeds meer (lage) duintjes. Inmiddels zijn er meer dan 50 plantensoorten aangetroffen
In het voorjaar en zomer is de zandplaat een broedplaats van de visdief, de noordse stern en de dwergstern. Een groot deel van de zandplaat is gedurende deze periode niet toegankelijk. Gedurende het hele jaar is het een ligplaats voor zeehonden.